# Саймасайський сільський округ
Саймаса́йський сільський округ (каз. Саймасай ауылдық округі, рос. Саймасайский сельский округ) — адміністративна одиниця у складі Єнбекшиказахського району Алматинської області Казахстану. Адміністративний центр — село Саймасай.
Населення — 6916 осіб (2021; 6303 у 2009, 5543 у 1999, 5473 у 1989).
Станом на 1989 рік існувала Александровська сільська рада (села Александровка, Амангельди).

## Склад
До складу округу входять такі населені пункти:
| Населений пункт  | Населення, осіб (1989) | Населення, осіб (1999) | Населення, осіб (2009) | Населення, осіб (2021) |
| ---------------- | ---------------------- | ---------------------- | ---------------------- | ---------------------- |
| Амангельди, село | 1656                   | 1739                   | 1962                   | 2163                   |
| Саймасай, село   | 3817                   | 3804                   | 4341                   | 4753                   |